# Het Huis Anubis (originele serie)
Het Huis Anubis, ter onderscheiding van de latere spin-offs ook wel Het Huis Anubis en de Geheime Club van de Oude Wilg genoemd, was een Nederlands-Vlaamse jeugdserie bedacht door Anjali Taneja, geproduceerd door Studio 100. De serie van in totaal 404 afleveringen werd oorspronkelijk uitgezonden op Nickelodeon van 26 september 2006 tot en met 4 december 2009. De serie heeft onder andere in 2007 de Cinekid Kindercast prijs en de Gouden Stuiver gewonnen.

## Achtergrond
Oorspronkelijk was de serie bedoeld voor kinderen vanaf 8 jaar. Tijdens de opnamen bleek de serie te spannend voor deze doelgroep en werd de doelgroep aangepast voor kinderen/jongeren van 10 à 16 jaar. Op verschillende webpolls was te zien dat de serie het meest bekeken werd door jongeren van 13 tot 18 jaar.
De serie was populair in België en Nederland en een van de succesvolste jeugdseries van Studio 100. De uitzending van 4 december 2009 (de ontknoping) werd bekeken door 463.000 kijkers. De populariteit van de serie leidde tot boeken, clipspecials, theatershows, bioscoopfilms en een bordspel. Deze laatste won de prijs Speelgoed van het jaar 2007. In Nederland won de serie de Gouden Stuiver op het Gouden Televizier-Ring Gala in 2007. In oktober 2008 ging de eerste film, Anubis en het pad der 7 zonden, in première, gevolgd door Anubis en de wraak van Arghus die in december 2009 in première ging.
Na de komst van de serie Het Huis Anubis en de Vijf van het Magische Zwaard in 2010 werd de originele serie omgedoopt tot Het Huis Anubis en de Geheime Club van de Oude Wilg.
Het Huis Anubis kwam op 6 januari 2018 met een reünie waar acteurs Loek, Iris, Lucien, Vreneli, Achmed en Sven terugblikken op de serie. In december 2023 kwam de cast voor het eerst sinds 2009 weer samen op het podium van de Studio 100 SingAlong in het Sportpaleis.

### Opnamen
De buitenzijde-opnamen zijn van het Hof ten Dorpe, een landhuis in het Belgische Mortsel, terwijl de binnenopnamen plaatsvonden in de studio in Schelle. De buiten- en een paar binnenscènes van de school werden opgenomen op het Koninklijk Atheneum Pitzemburg in Mechelen. Tijdens de opnamen van de serie woonden de acteurs en actrices bij elkaar in een appartement in Antwerpen.
De eerste aflevering van Het Huis Anubis stond gepland en zou uitgezonden worden op 28 augustus 2006, maar deze datum bleek niet haalbaar te zijn omdat er tijdens de opnamen banden verdwenen waren, zodat uiteindelijk de eerste uitzending op 26 september 2006 plaatsvond. Een gedeelte van de achtergrondmuziek werd geschreven door Johan Vanden Eede en een ander deel heeft Studio 100 aangekocht.

### Herhalingen
Vanaf september 2011 werd de oorspronkelijke serie herhaald op verschillende kanalen. Sindsdien werd het programma in breedbeeld (16:9) uitgezonden terwijl het oorspronkelijk in 4:3 werd uitgezonden. Tussen januari 2018 en februari 2019 werd de volledige serie herhaald op Nickelodeon. De serie kreeg een nieuw logo en de afleveringen een nieuwe intro. De gehele originele reeks, samen met de spin-off De Vijf van het magische zwaard was van 2020 tot 2024 en sinds 2024 via streamingdienst Videoland te bekijken.

## Verhaal

### Samenvatting
In een statig pand uit 1900, dat dienstdoet als internaat, wonen acht jongeren samen onder leiding van conciërge Victor. Wanneer nieuwkomer Nienke als ontgroening een nacht moet doorbrengen op de zolder van het huis doet ze een bizarre ontdekking: het huis heeft een geschiedenis, een groot mysterie waar niemand iets van afweet. Terwijl ieder op zijn eigen manier bezig is met school, vrienden en liefdes, gaan een paar van de bewoners op zoek naar de verborgen geschiedenis van het huis.

### Seizoen 1
Een groep tieners woont samen op een internaat tijdens hun middelbare school. Ieder met een eigen verhaal, een eigen geschiedenis en een eigen manier op weg naar volwassenheid. De nieuwe bewoonster Nienke Martens ontdekt een mysterie op de zolder van het Huis Anubis. Het huis heeft een verleden een verborgen en mysterieuze geschiedenis.
Samen met Fabian, Amber en later ook Patricia en Appie ontrafelen ze het mysterie van het huis Anubis en vinden ze de schat (de Graal) waar Sarah het over had. Ondertussen zit de geheimzinnige conciërge Victor de club op de hielen. Hij komt steeds meer te weten over waar de club zich mee bezighoudt. Maar waar is die ene Joyce die spoorloos verdwenen is? En wat wil Rufus van haar? En wie is die Zeno die meer over de schat weet?

### Seizoen 2
De club heeft de Graal gevonden maar wanneer ze die opent, komt er een mysterieuze vloek vrij waardoor Nienkes oma in coma ligt. Joyce is terug in het Huis Anubis, alleen kan zij niks over haar verdwijning vertellen. Door haar terugkomst, vergeet Patricia onwillig Mara en de club. Als de zus van Mara (op verzoek van Patricia en Joyce) het huis betreedt en Mara verrast op zolder (de nieuwe kamer van Mara, die Victor oorspronkelijk voor Joyce heeft gebouwd), is Mara eindelijk weer gelukkig. Als Yasmine (de zus van Mara) besluit om weer terug te keren naar Dubai, besluit Mara om met haar mee te gaan. Ondertussen is de gevaarlijke Wolf gearriveerd, die samen met zijn hulpje Vera de tombe wil openen. Dit kan alleen wanneer een afstammeling van Amneris de Graal vasthoudt. Uiteindelijk blijkt dat de nieuwe bewoonster Noa van Rijn (Prinses Fazia) de uitverkorene is en alleen zij de tombe kan openen en de vloek van de Graal kan opheffen. In seizoen twee komt men er ook achter dat amices over het algemeen beter zijn dan grootpriors.

### Seizoen 3
Nadat de club in Egypte is geweest om de Graal terug te brengen naar de Tombe, is de vloek tot rust gekomen. Nienke wil stoppen met de club nu ze denkt dat alles goed is gekomen, maar Sarah probeert Nienke te waarschuwen in haar dromen dat er nog gevaar is. Wat Nienke niet weet is dat Appie een geheimzinnig kistje heeft meegenomen uit de tombe. In dit kistje zit een miniversie van het Huis Anubis verborgen. Als Appie het onderzoekt, gebeuren er vreemde dingen in het huis. Het blijkt dat het huisje een voodoo huisje is van het huis Anubis. Ook krijgen de clubleden allemaal een visioen over Noa, die ernstig ziek is en om hulp roept. De enige manier om haar te redden, is op zoek gaan naar de Traan van Isis. Maar zij zijn niet de enige: Rufus en Zeno werken samen om die te vinden, evenals Victor en zijn vader.
Bovendien ligt Patricia uit de club nadat ze de club heeft verraden. Fabian is dood, Jeroen zit bij de club, en Mick en Joyce worden een stel. Een nieuwe vijand, genaamd Jacob, heeft meer met de dood van Fabian te maken en over het visioen over Noa.

### Seizoen 4
Nu de club de Traan van Isis heeft gevonden, Patricia Victor Senior heeft verslagen en het dorp van Oom Ibrahim is gered, blijkt het dat Fabian nog leeft en Noa spoorloos verdwenen is. De club moet trachten het geheim van Anchesenamon te ontrafelen. Zij komen erachter dat Jacob en Mathijs Noa hebben vergiftigd om zo Rosa, de vrouw van Jacob en moeder van Mathijs, te redden. Dit moest van Anchesenamon, anders zal Rosa voor altijd in de sarcofaag blijven. Als de vloek van Anchesenamon tot rust is gekomen, zullen Rosa en Noa beiden opstaan, zo niet kan alleen één van hen gered worden. Tijdens de finale is Nienke de enige die weet hoe ze de vloek van Anchesenamon kan opheffen. Zij moet de Traan niet aan Noa geven, maar juist aan Anchesenamon. Nu de vloek is opgeheven, komt Noa weer tot leven en is Rosa eindelijk na jaren uit de sarcofaag. Nu heeft de club het mysterie ontrafeld.
Joyce en Patricia zijn naar de Verenigde Staten gegaan. Trudie is getrouwd met Ibrahim en is met hem mee naar Marokko gegaan. Mick en Sofie zijn een stel geworden. Victor krijgt het Huis Anubis terug van zijn zus Marijke.

### Na de serie
Na de serie verschenen er twee korte filmpjes online waarin een mysterieuze man het huis van Victor kocht voor een enorm geldbedrag. Deze twee filmpjes waren bedoeld als een overbrugging naar de spin-off: Het Huis Anubis en de Vijf van het Magische Zwaard.

## Seizoenen
Vanaf najaar 2006 werd er elk schooljaar een nieuw seizoen van de serie uitgezonden. Van september tot december konden de kijkers het eerste deel zien waarna er een winterstop werd ingelast. Vanaf maart kwam het tweede deel op de buis, dat dan weer eindigde in mei.
Seizoen één, twee, drie en vier werden volgens zijn seizoensdeel op dvd uitgebracht.
In 2018 tot 2019 was het Huis Anubis weer terug op Nickelodeon en werden de hele vier seizoenen uitgezonden.
Vanaf 4 april 2024 zijn de 4 eerste seizoenen, weer te zien op Streamz.
| Seizoen | Afleveringen | Deel | Afleveringen | Afleveringen (verloop) | Originele uitzenddatum               | Titelsong                    | Naam van seizoensdeel                 | Dvd-release      | Herhaling                           |
| ------- | ------------ | ---- | ------------ | ---------------------- | ------------------------------------ | ---------------------------- | ------------------------------------- | ---------------- | ----------------------------------- |
| 1       | 114          | 1    | 61           | 1-61                   | 26 september 2006 – 15 december 2006 | Het Huis Anubis              | De Geheime Club van de Oude Wilg      | 22 augustus 2007 | 8 januari 2018 - 19 februari 2018   |
| 1       | 114          | 2    | 53           | 62-114                 | 14 maart 2007 – 23 mei 2007          | Het Huis Anubis              | Het Geheim van de Tombe               | 31 oktober 2007  | 19 februari 2018 - 23 maart 2018    |
| 2       | 120          | 3    | 60           | 115-174                | 24 september 2007 - 14 december 2007 | Het Geheim                   | De Geheimzinnige Vloek                | 4 juni 2008      | 23 april 2018 - 1 juni 2018         |
| 2       | 120          | 4    | 60           | 175-234                | 10 maart 2008 - 30 mei 2008          | Het Geheim                   | De Uitverkorene                       | 20 augustus 2008 | 27 augustus 2018 - 5 oktober 2018   |
| 3       | 120          | 5    | 70           | 235-304                | 15 september 2008 - 19 december 2008 | Kunnen stenen iets vertellen | Het Geheim van Winsbrugge-Hennegouwen | 3 juni 2009      | 8 oktober 2018 - 23 november 2018   |
| 3       | 120          | 6    | 50           | 305-354                | 2 maart 2009 - 8 mei 2009            | Kunnen stenen iets vertellen | De Traan van Isis                     | 19 augustus 2009 | 26 november 2018 - 28 december 2018 |
| 4       | 50           | 7    | 50           | 355-404                | 28 september 2009 - 4 december 2009  | Kunnen stenen iets vertellen | De Vloek van Anchesenamon             | 20 januari 2010  | 31 december 2018 - 1 februari 2019  |

## Personages

### Hoofdpersonages
| Personage                       | Acteur/actrice             | Afleveringen | Seizoen | Periode   |
| ------------------------------- | -------------------------- | --- | ------- | --------- |
| Nienke Martens                  | Loek Beernink              | 1-140, 142-166, 168-180, 182-195, 197-330, 332-404 | 1-4     | 2006-2009 |
| Amber Rosenbergh                | Iris Hesseling             | 1-26, 28-404 | 1-4     | 2006-2009 |
| Fabian Ruitenburg               | Lucien van Geffen          | 2-166, 168-226, 228-305, 307, 309-311, 314-316, 319, 322, 324-325, 327-328, 331,336, 339, 342, 345, 351, 354-356, 359, 363-364, 366-404 | 1-4     | 2006-2009 |
| Mick Zeelenberg                 | Vincent Banić              | 1-26, 28-48, 50-53, 55-65, 75-88, 90-92, 94-99, 101-105, 107-114, 119-131, 133, 135-152, 155-157, 159, 161-166, 168, 173-177, 179-183, 187-189, 191-197, 203-204, 211, 217-218, 222, 225-227, 230-234, 238-256, 258-262, 264-277, 279-282, 284, 286-291, 293, 296-306, 308-310, 313-360, 362-381, 383-404                                                | 1-4     | 2006-2009 |
| Mara Sabri                      | Liliana de Vries           | 1-47, 49-72, 74-99, 101-105, 107-114, 116-146 | 1-2     | 2006-2007 |
| Patricia Soeters                | Vreneli van Helbergen      | 1--66, 69, 71, 74-136, 138-167, 169--177, 179-208, 210-215, 217-218, 220, 222-228, 230-291, 293--321, 323-330, 332-336, 350, 355-370 | 1-4     | 2006-2009 |
| Appie (Abdel) Tayibi            | Achmed Akkabi Kevin Wekker | 1-22, 24-81, 83-161, 163-168, 170-211, 213-290 290-404 | 1-4     | 2006-2009 |
| Jeroen Cornelissen              | Sven de Wijn               | 2-22, 24-81, 83-144, 146-153 155-166, 168-169, 171-182, 184-213, 215-234, 243-264, 266-272, 274, 276, 278-291, 293-308, 311-370, 376, 386, 389, 397, 400, 402-404 | 1-4     | 2006-2009 |
| Victor Emanuel Rodenmaar Junior | Walter Crommelin           | 1--3, 5-8, 10-11, 13, 15-25, 27, 29-52, 55, 57-69, 71-80, 82-90, 92-94, 97-102, 104-110, 112-126. 128-137, 140-152, 155-165, 167-195, 198-199, 203-207, 209-213, 217-231, 233-243, 245-248, 251-256, 258-285, 290-294, 296--306, 310-322, 324, 327-343, 345-348, 350, 355-358, 360-361, 363-364, 366-379, 382-388, 390-392, 394-400, 404 + 2 Cross-overs | 1-4     | 2006-2009 |
| Joyce van Bodegraven            | Marieke Westenenk          | 59-63, 75 (via de webcam), 118 (alleen in de flashbacks) 124-136. 138-150, 152, 155-162, 165-167, 169--176, 179-180, 182-183, 185-197, 199-208, 210-218, 220, 222-228, 231--250, 252-262, 264-266, 268-271, 273-277, 279-282, 284, 286-291, 293-294, 296-306, 308-310, 313-360, 362-370                                                                  | 1-4     | 2006-2009 |
| Noa van Rijn                    | Gamze Tazim                | 147-153, 155-165, 168-169, 171, 173--193, 195-196, 198-206, 208-213, 215-230, 232-234, 237-238, 240-264, 266, 268-270, 272, 274, 276, 278-291, 295, 297-308, 311, 313-314, 316-322, 324-326, 328-334, 337-338, 340-356, 358, 362-365, 367, 371-372, 375-376, 378, 380-381, 383-384, 386, 388-390, 393, 395, 398-401, 403-404                             | 2-4     | 2007-2009 |

### Nevenpersonages
| Personage                                 | Acteur/actrice       | Afleveringen | Seizoen  | Periode              |
| ----------------------------------------- | -------------------- | --- | -------- | -------------------- |
| Oma Irene Martens                         | Roelie Westerbeek    | 1-3, 5, 9, 12-13, 36, 59-62, 91-93, 121-122, 131, 156, 172-173-186-187, 210, 220, 227, 234 | 1-2      | 2006-2008            |
| Trudie Tayibi                             | Magda Cnudde         | 1--2, 4, 11, 16-17, 19, 23, 26-27, 32-33, 37-42, 45--47, 50-52, 55, 57, 59--65, 68-71, 73-75, 77-80, 83-94, 98-99, 101-102, 104-105, 107, 116-126, 129-130, 133-134, 136-147, 150, 152-153, 155-159, 162-164, 167-173, 176, 179-189, 191-193, 225 (alleen stem) en 230, 235-248, 250, 252-256, 258-260, 263-265, 269, 277-279, 283-291, 293-298, 302-306, 308-313, 315-322, 324, 326, 328-332, 334, 336-357, 360-361, 363-372, 374-376                                       | 1-4      | 2006-2009            |
| Arie van Swieten                          | Ton Feil             | 1, , 4, 7, 9-13, 21, 24-25, 28, 30-37, 41, 44-49, 51, 53-55, 57, 59-64, 66-67, 69, 72-74, 77-78 , 81, 83, 87-88, 90, 94, 96-98, 103, 105-116, 119-120, 123-125, 128, 130-131, 138-140, 144, 149-155, 165-168, 170-176, 190-195, 199-200, 204-207, 210-220, 226-227, 230-234, 240, 242, 248-250, 253, 277-285, 297-298, 302-305, 308-309, 314-315, 319-320, 323-326, 333-335, 344, 349, 351, 353-354, 358, 366-367, 373-374, 376-378, 380-381, 383-388, 391, 394-395, 403-404 | 1-4      | 2006-2009            |
| Sarah Winsbrugge Hennegouwen              | Pim Lambeau          | 3--5, 9-10, 12, 36, 45, 86, 89-91, 93, 103, 105, 109, 241, 244, 246-247, 250, 264, 295, 322, 332 | 1 en 3   | 2006-2007, 2008-2009 |
| Jason Winker                              | Curt Fortin          | 4, 8-11, 14, 18, 20-25, 28-30, 33-34, 37,42, 44-46, 48-49, 51, 53-54, 56-62, 64,66-67, 72-73, 83, 85-86,88, 90, 95-96, 102-103, 105, 110-111, 113-114, 127, 130-131, 136, 138-140 | 1-2      | 2006-2007, (2008)    |
| 'Ellie' Elisabeth van Swieten-van Engelen | Ingeborg Ansing      | 7-9, 13, 17-18, 21-23, 25, 34, 36-37, 45, 47-49, 59--66, 69, 72-75, 77, 80-81, 83, 86-88, 94, 96, 102-105, 110-111, 114, 123-124, 138-140, 144, 149-150, 153, 155, 165-167, 170-172, 180, 200, 204-206, 226-227, 230-234, 242, 244, 247, 252-253, 255, 287-288, 297-298, 301-305, 308-310, 314-315, 319-320, 323-326, 339-340, 343-344, 349, 351, 353-354, 362, 366-367, 372-374, 376                                                                                        | 1-4      | 2006-2009            |
| Esther Verlinden                          | Karen Damen          | 11, 14, 21, 24, 28, 34, 36-38, 48, 53-58, 63, 85, 114, 150, 171-172 | 1-2      | 2006-2007            |
| Rufus Malpied                             | Just Meijer          | 17-18, 23-29, 31, 34, 37-38, 52, 54-55, 58, 60-66, 69-71, 73-75, 235- 237-239, 244, 247, 258-259, 266-269, 275-281, 283, 286, 288, 291, 294-296, 298-304, 306-309, 311-312, 314-315, 317-320, 328, 332-335, 360-361 | 1 en 3-4 | 2006-2007, 2008-2009 |
| Pierre Marant                             | René Retèl           | 18, 150-155, 189-190, 200-201, 234, 267, 276-279, 319-320 | 1-3      | 2006, 2007-2009      |
| Zeno Terpstra                             | Hero Muller          | 36, 57, 94-97, 99, 102-103 ,105, 107, 110-114, 116-119, 122-126, 128-129, 132-133, 140, 142, 144, 151-152, 159, 238-239, 259, 266-269, 280, 286, 294, 296, 299-304, 306-309, 312, 315, 317, 319-320, 332-333, 335, 354 en 361-363 alleen via de webcam | 1-4      | 2006, 2007-2009      |
| Robbie Lodewijks                          | Sander van Amsterdam | 53-54, 56, 110-112, 114, 136-140, 145-146, 150, 153-155, 162, 165-166, 171-172, 179-181, 191-192, 194-201, 204-208, 211-212, 214-215, 217-218, 222, 224-227, 230-240, 242-244, 247-249, 253-256, 258-259, 262-266, 269-270, 273, 277-278, 283-285, 288, 291, 293-295, 297, 301-305, 314, 316, 319-320, 323-326, 329, 332-335, 339-340, 343-345, 348-349, 351-359, 362-365, 367, 369, 371-374, 377-381, 383-393, 395-400, 402-404                                             | 1-4      | 2006-2009            |
| De rectrix                                | Hanneke Riemer       | 59-62, 87-88, 96, 110-111, 171-172 | 1-2      | 2006-2007            |
| Neef Mo Tayibi                            | Mohammed Azaay       | 69-83 | 1        | 2007                 |
| Nabila Baklava                            | / Dunya Khayame      | 80-83 | 1        | 2007                 |
| Raven van Prijze/Wolf Rensen              | Hugo Metsers jr.     | 116-119, 123, 128-130, 134-137 143-144, 149-150, 152, 154-156, 158-159, 162-163, 165--178, 180-181, 186-196, 198-203, 205-206, 209-214, 216-222, 225-234 | 2        | 2007-2008            |
| Amneris                                   | Ayesha Künzle        | 116, 119-120, 125-126, 132, 135, 137, 140, 142, 150, 156, 160, 164, 168, 178, 195, 197-198, 203-204, 209-210, 213-215, 219, 223-224, 226-229, 234 en 404 | 2, 4     | 2007-2008, 2009      |
| Yasmine Sabri                             | Alicia de Vries      | 141-146 | 2        | 2007                 |
| Jimmy                                     | Robert van Laar      | 157-166, 168-173, 177, 179-182 | 2        | 2007-2008            |
| Vera de Kell                              | Elle van Rijn        | 193-195, 197-200, 202-207, 209-211, 213, 216-232, 234 | 2        | 2008                 |
| Victor Emanuel Rodenmaar Senior           | Walter Crommelin     | 236-240, 245-247, 252-255, 258-259, 261-269, 273-279, 281-294, 296, 299-304, 306, 310, 312-314, 316, 318, 321, 324, 327, 329, 333, 336-352, 355 | 3-4      | 2008-2009            |
| Jacob van den Berg                        | Evert van der Meulen | 306-306-308, 310, 314, 315-316, 319, 326-328, 330-333, 335-336, 339, 342, 345-346, 351-360, 362-365, 367-368, 370, 372-373, 375-376, 380-382, 386, 390, 395, 399-404 | 3-4      | 2009                 |
| Ibrahim Tayibi                            | Sabri Saad El Hamus  | 309-313, 317-319, 323, 325-334, 336-337, 352-356, 364-369, 371 | 3-4      | 2009                 |
| Matthijs van Dijk-van den Berg            | David-Jan Bronsgeest | 311- 314, 319-320, 322-323, 336, 339-365, 367-368, 370, 372-373, 375, 380-382, 389-390, 395, 399-401, 403-404 | 3-4      | 2009                 |
| Rosa van den Berg                         | Angela Groothuizen   | 362 alleen via flashback 404 | 4        | 2009                 |
| Danny Rodenmaar                           | Patrick Wessels      | 370-381, 383-388, 390-404 | 4        | 2009                 |
| Marijke Rodenmaar                         | Trudi Klever         | 376-388, 390-404 | 4        | 2009                 |
| Sofie Rodenmaar                           | Claartje Janse       | 376-381, 383-404 | 4        | 2009                 |
| Anchesenamon                              | Meghna Kumar         | 362 alleen via flashback 393-400, 404 | 4        | 2009                 |

### Gastpersonages
| Personage                                                    | Acteur/actrice                 | Afleveringen                    | Seizoen | Periode    |
| ------------------------------------------------------------ | ------------------------------ | ------------------------------- | ------- | ---------- |
| Verpleegster van Sarah                                       | Marijke Schipper               | 12 en 45                        | 1       | 2006       |
| Jan/Ziende leeuw                                             | Serge Adriaensen               | 26-27                           | 1       | 2006       |
| Danser in het verzorgingstehuis                              | Ricardo Sibelo                 | 36                              | 1       | 2006       |
| Meneer Zeelenberg                                            | Erik Burke                     | 42-45                           | 1       | 2006       |
| Harry van Swieten                                            | Ton Feil                       | 47-48 en 145                    | 1, 2    | 2006, 2007 |
| Verpleegster van Rufus                                       | Jennie Hesseling               | 52 en 54-55                     | 1       | 2006       |
| Spiros Flikflakus                                            | Russel Hekster                 | 52 en 53-57                     | 1       | 2006       |
| Jurylid van de sportbeurs                                    | Arend Edel                     | 55-57                           | 1       | 2006       |
| Vader van een auditant                                       | Mike Kuyt                      | 56                              | 1       | 2006       |
| Juffrouw Knaap                                               | Bodil de la Parra              | 67-70                           | 1       | 2007       |
| Verpleegster van Sarah                                       | Joanne Telesford               | 89-90                           | 1       | 2007       |
| Swetlana Lamasadu                                            | Sanne Vogel                    | 93                              | 1       | 2007       |
| Jan Fontein                                                  | Vefa Ocal                      | 95-99 en 103                    | 1       | 2007       |
| Ewout Winsbrugge Hennegouwen (stem)                          | Cees van Ede                   | 116, 257-258 en 290             | 2, 3    | 2007-2008  |
| jonge Sarah Winsbrugge Hennegouwen                           | Amber van der Sande            | 113-114                         | 1       | 2006-2009  |
| Ziekenhuisverpleegster                                       | Saar Bressers                  | 121-122, 131, 157 en 172        | 2       | 2007       |
| Jucile Flinterbottom                                         | Ingeborg Ansing                | 137                             | 2       | 2007       |
| Brandweercommandant                                          | Ed Nouwen                      | 149                             | 2       | 2007       |
| Marc Plaats (Lotuszaad verkoper)                             | Erik Berg                      | 170                             | 2       | 2007       |
| Ziekenhuisverpleegster                                       | Bettina Berger                 | 177-184                         | 2       | 2008       |
| Eigenaar van de schuur                                       | Charley Pasteleurs             | 179                             | 2       | 2008       |
| Ziekenhuisdokter                                             | Jeroen Rienks                  | 182, 210, 221 en 227            | 2       | 2008       |
| Controleur Q. Slinks van de IHPI                             | Erik Koningsberger             | 192-193                         | 2       | 2008       |
| Meneer Cornelissen                                           | Howerd van Dodemont            | 194-234                         | 2       | 2008       |
| Muzikale tweeling                                            | Laurine Aurelie en Marie-Laure | 200-202 en 207-208              | 2       | 2008       |
| Meneer Duo                                                   | / Robert de la Haye            | 200-208                         | 2       | 2008       |
| Elektricien                                                  | Erik Koningsberger             | 204-205                         | 2       | 2008       |
| Dr. Anders Plof                                              | Bart Poulissen                 | 204 en 213-216                  | 2       | 2008       |
| Mevrouw Doorzee                                              | YvonJane van Leeuwen           | 205                             | 2       | 2008       |
| Deur-aan-deurverkoper (Stofzuigerverkoper), Siebe Stoffersma | Dennis Stroucken               | 220-221                         | 2       | 2008       |
| Dhr. De Gier                                                 | Erik Koningsberger             | 220-231                         | 2       | 2008       |
| Diplomaat                                                    | Allel El-Berkani               | 221                             | 2       | 2008       |
| Sanne Zeelenberg                                             | ?                              | 225-230                         | 2       | 2008       |
| vader van Zeno Terpstra                                      | Hero Muller                    | 226                             | 2       | 2008       |
| grootvader van Raven van Prijze                              | Hugo Metsers jr.               | 226                             | 2       | 2008       |
| Victor Emanuel Rodenmaar (grootvader)                        | Walter Crommelin               | 34-46 (alleen op foto's) en 226 | 2       | 2008       |
| Luchthavenbeveiligingsagent                                  | Louis van Beek                 | 236-237                         | 3       | 2008       |
| jonge Victor Emanuel Rodenmaar Junior                        | Cyriel Verstraete              | 239                             | 3       | 2008       |
| Jack Gabbon                                                  | Mark Ram                       | 252-269                         | 3       | 2008       |
| Sylvia de Boer                                               | Sanny Verhoeven                | 253-255                         | 3       | 2008       |
| Kas Nova                                                     | Rens Ciggaar                   | 264-269                         | 3       | 2008       |
| Kandidaat-date voor Trudie: goochelaar                       | Richard Stooker                | 274                             | 3       | 2008       |
| Nico Hamer                                                   | Mike Meijer                    | 279-282                         | 3       | 2008       |
| Paulo Panini                                                 | René van Asten                 | 288-290                         | 3       | 2008       |
| Maarten Calvijn                                              | Michiel de Jong                | 303-354                         | 3       | 2008-2009  |
| Ambulancier                                                  | Franky van Dorst               | 305                             | 3       | 2008       |
| Dr. Geert van Assche                                         | Rob Spierenburg                | 305-311, 314-317                | 3       | 2009       |
| Mevrouw Ruitenburg                                           | Natasja van Tilburg            | 319-320                         | 3       | 2009       |
| Zahir Taybi                                                  | Abdembi Azzaoui                | 365-368                         | 4       | 2009       |
| Schoonspringster Anna                                        | Liza Sips                      | 396-397                         | 4       | 2009       |
| B.J. van Ginkel (Gerard van der Knoest)                      | Hugo Maerten                   | 394 en 399-404                  | 4       | 2009       |

## Verwarrende mysteries

### Victors vader en het eeuwige leven
Er is nooit expliciet uitgelegd hoe Victors vader in de spiegel is gekomen nadat de club het kistje met het minihuisje in de tombe vond. Ook hoe hij af weet van de Traan van Isis is onduidelijk. Verder is het vreemd dat aan het begin van het derde seizoen Victor een steentje voor de Traan aanziet en daarmee een levenselixir wil brouwen, terwijl de Traan later een flesje vloeistof blijkt te zijn. Ook is er lange tijd onduidelijkheid geweest over het feit dat Victor het 'eeuwige leven' zou bezitten naar aanleiding van een foto in Sarahs fotoboek. In seizoen 3 komt echter een verklaring: de man in Sarahs fotoboek zou de vader van Victor zijn. De twee lijken immers op elkaar als twee druppels water. Dit is tevens in overeenstemming met het wrede personage dat Sarah van Victor beschrijft en het feit dat Victor Sarahs ouders vermoord zou hebben. Wat dat echter weer tegenspreekt is het feit dat er op de wasrollen in seizoen 1 gesproken wordt van Corvus - de raaf van Victor Junior. Zijn vader, Victor Senior, heeft namelijk een grondige afkeer van de opgezette vogel. Ook is er de mogelijkheid dat het de opa van Victor was op de wasrollen en foto's; dit is te zien in aflevering 226. Wat echter niet duidelijk is, is of de opa van Victor ook Victor heet.

### Corvus en de graal
De graal waar de Club in seizoen 1 naar op zoek waren, kon door middel van corvus verschijnen. Door corvus aan het torenkamerplafond (waar de hydra, een waterslang, hing) te hangen. Er is nooit expliciet gezegd dat de graal in Corvus 'zat'.

## Films

### Anubis en het pad der 7 zonden
Anubis en het pad der 7 zonden is de eerste bioscoopfilm gebaseerd op de serie het Huis Anubis. De bioscoopfilm werd op 8 oktober 2008 in Nederland uitgebracht en op 15 oktober 2008 in België.

### Anubis en de wraak van Arghus
Anubis en de wraak van Arghus is de tweede bioscoopfilm gebaseerd op de serie het Huis Anubis. De film werd op 16 december 2009 in Nederland en België in de bioscopen uitgebracht.

## Specials

### Clipspecial
In de clipspecial brengt presentator Timo Descamps een bezoekje aan het Anubis Huis en de school waar de Anubis-bewoners les volgen om interviews af te nemen met de castleden. De interviews worden afgewisseld met 6 muziekclips van Het Huis Anubis. De clipspecial is uitgebracht op dvd en de muziekclips zijn eveneens terug te kijken op het officiële YouTube-kanaal van Het Huis Anubis sinds 2017.

### Anubis en de Terugkeer van Sibuna
Het Huis Anubis en de terugkeer van Sibuna (op dvd uitgebracht als Anubis en de terugkeer van Sibuna!) is de derde, en laatste Nederlandse film, gebaseerd op de serie Het Huis Anubis, maar is in tegenstelling tot de vorige twee gemaakt voor televisie. Het verhaal gaat over de voormalige bewoners, twee jaar later. Deze film betekent ook het definitieve einde van het Huis Anubis. De film was 31 oktober 2010 in Nederland en België op de televisiezender Nickelodeon te zien.

### #TB Het Huis Anubis
Op 8 januari 2018 begon Nickelodeon met het volledig herhalen van Het Huis Anubis. Hieraan voorafgaand werden op 6 januari op MTV en Spike een reünie-aflevering uitgezonden, waarin acteurs Achmed Akkabi (Appie), Iris Hesseling (Amber), Lucien van Geffen (Fabian), Vreneli van Helbergen (Patricia), Sven de Wijn (Jeroen) en Loek Beernink (Nienke) herinneringen met elkaar ophaalden.

## Theatershows

### Anubis en de Graal van de Eeuwige Vriendschap
In de allereerste theatershow van Het Huis Anubis willen de bewoners de musical uit seizoen 1 nog eens herhalen. Alleen loopt dit niet zoals gepland. Amber heeft museumstukken uit Zuid-Amerika besteld in plaats van het decor. Tussen de stukken vinden ze een graal. Allen zijn nieuwsgierig. Noa opent de graal. De graal bevat een vloek. Door opdrachten uit te voeren, moeten de bewoners ervoor zorgen dat zij Noa terugkrijgen en dat zij zelf niet ten prooi vallen aan de vloek.
De theatershow was te zien van 20 december 2008 t/m 7 februari 2009.

### Anubis en de Legende van het Spooktheater
In de tweede theatershow van Het Huis Anubis komen de personages Nienke, Fabian, Amber, Appie, Jeroen en Patricia achter de legende van het theater waar ze op dat moment een voorstelling spelen.
Exact honderd jaar geleden is er hier een grote brand geweest en de legende zegt dat dit elke honderd jaar opnieuw zal gebeuren. Dat is dus vandaag! Als er allemaal spookachtige dingen gebeuren en de klok steeds harder gaat tikken, raken onze vrienden ervan overtuigd dat niemand anders dan zij de brand kunnen voorkomen. Daarvoor moeten ze echter wel eerst terug naar het verleden om daar allerlei opdrachten uit te voeren.
De theatershow was te zien in Nederland van 18 november 2009 t/m 17 januari 2010 en in België van 20 januari 2010 t/m 24 januari 2010.

### Anubis en het Geheim van de Verloren Ziel
De personages Fabian, Amber en Appie waren samen met Sterre, Marcel, Pim en Raphael te zien in de theatershow Het Geheim van de Verloren Ziel. Hierin moeten de twee 'Anubisteams' samenwerken om terug uit het huis te komen. Wat eerst onmogelijk leek, blijkt toch te lukken en een nieuwe vriendschap wordt geboren. Deze theatershow liep van 2011 tot en met 2012.

## Studio 100 SingAlong
In december 2023 stonden Loek Beernink (Nienke), Lucien van Geffen (Fabian), Vincent Banić (Mick), Iris Hesseling (Amber), Sven de Wijn (Jeroen), Vreneli van Helbergen (Patricia) en Marieke Westenenk (Joyce) voor het eerst in 14 jaar weer samen op het podium van het Sportpaleis voor de Studio 100 SingAlong.
In 2025 maakte Studio 100 bekend dat dezelfde cast ook naar de Studio 100 SingAlong in Rotterdam komt.

## Anubis The Ride

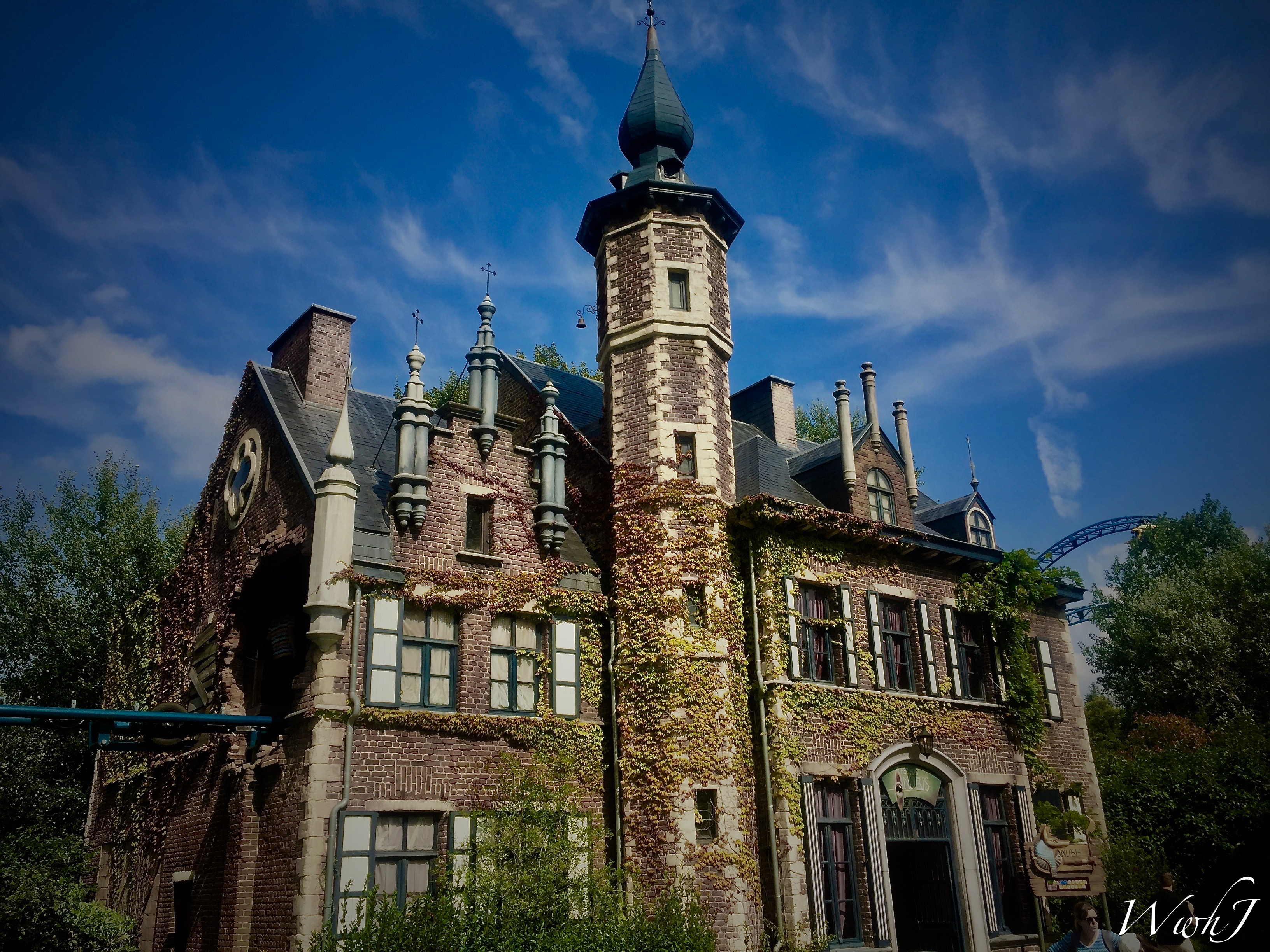
Anubis The Ride (2016)

Op 5 april 2009 opende de achtbaan Anubis The Ride in het pretpark Plopsaland De Panne. Het station is een replica van het kasteel dat gebruikt werd in de televisieserie. Als de bezoeker binnentreedt, moet hij enkele smalle gangetjes volgen, tot hij aan het standbeeld van Graaf Rohan komt. Dit is het standbeeld dat gebruikt werd in de film Anubis en het pad der 7 zonden. In de donkere smalle gangen die daarop volgen kan men door de muur kijken naar nagebouwde stukken uit het decor van de serie, onder meer de kelder en de geheime gang. Eenmaal men in een grote zaal aankomt, waar hekken staan om aan te schuiven, hangen er grote kaders met foto's uit de eerste Anubis-film. Dan de trap naar boven, waar men langs het kantoor van Victor, de conciërge, passeert. Daar kan gekozen worden in welke rij aangeschoven wordt, om vervolgens op de eerste, tweede of derde rij van het wagentje te zitten.
Het huis werd later gebruikt voor de spin-offserie Het Huis Anubis en de Vijf van het Magische Zwaard.

## Boeken

### Het verhaal van de tv-serie
Deze boekenreeks vertelt het verhaal van de televisieserie vanuit het standpunt van het hoofdpersonage Nienke. Van boek één en twee verscheen er enkele maanden na uitgave ook een omnibus. Ook het derde en vierde boek van de reeks werd na uitgave opnieuw uitgebracht in een omnibusvorm.
Van de complete reeks boeken van de serie zijn meer dan 500.000 exemplaren verkocht.
1. De Geheime Club van de Oude Wilg (over het eerste deel van seizoen 1 van Het Huis Anubis) (1 december 2006)
2. Het geheim van de tombe (over het tweede deel van seizoen 1 van Het Huis Anubis) (23 juni 2007)
3. De geheimzinnige vloek (over het eerste deel van seizoen 2 van Het Huis Anubis) (10 december 2007)
4. De Uitverkorene (over het tweede deel van seizoen 2 van Het Huis Anubis) (26 mei 2008)
5. Het geheim van Winsbrugge-Hennegouwen (over het eerste deel van seizoen 3 van Het Huis Anubis) (12 december 2008)
6. De traan van Isis (over het tweede deel van seizoen 3 van Het Huis Anubis) (mei 2009)
7. De vloek van Anchesenamon (over Seizoen 4 van Het Huis Anubis) 27 november 2009

### Het verhaal van de film
Ook werden van de bioscoopfilms boeken uitgebracht. In de boeken werd om verhaaltechnische redenen, in sommige gevallen, lichtjes afgeweken van de gebeurtenissen uit de films. Ook bevatten de filmboeken foto's uit de film ter illustratie.
Van de tweede film werd naast het standaard filmboek ook een Limited Edition uitgebracht, met een exclusieve Litho van de film.

## Discografie

### Albums
| Album met eventuele hitnotering(en) in de Nederlandse Album Top 100 | Datum van verschijnen | Datum van binnenkomst | Hoogste positie | Aantal weken | Opmerkingen |
| ------------------------------------------------------------------- | --------------------- | --------------------- | --------------- | ------------ | ----------- |
| Het huis Anubis (Muziek uit de televisieserie)                      | 01-10-2007            | 06-10-2007            | 7               | 26           |             |

| Album met hitnotering(en) in de Vlaamse Ultratop 200 albums | Datum van verschijnen | Datum van binnenkomst | Hoogste positie | Aantal weken | Opmerkingen |
| ----------------------------------------------------------- | --------------------- | --------------------- | --------------- | ------------ | ----------- |
| Het huis Anubis (Muziek uit de televisieserie)              | 2007                  | 13-10-2007            | 22              | 26           |             |

### Singles
| Single met eventuele hitnotering(en) in de Nederlandse Top 40 | Datum van verschijnen | Datum van binnenkomst | Hoogste positie | Aantal weken | Opmerkingen |
| ------------------------------------------------------------- | --------------------- | --------------------- | --------------- | ------------ | ----------- |
| Het huis Anubis                                               | 08-01-2007            | 20-01-2007            | 1(1wk)          | 8            | als Nienke  |
| Hij                                                           | 23-05-2007            | 02-06-2007            | 3               | 8            |             |

| Single met hitnotering(en) in de Vlaamse Ultratop 50 | Datum van verschijnen | Datum van binnenkomst | Hoogste positie | Aantal weken | Opmerkingen |
| ---------------------------------------------------- | --------------------- | --------------------- | --------------- | ------------ | ----------- |
| Het huis Anubis                                      | 2007                  | 20-01-2007            | 13              | 7            | als Nienke  |
| Hij                                                  | 23-05-2007            | 02-06-2007            | 17              | 9            |             |
| Het geheim                                           | 15-09-2007            | -                     |                 |              |             |
| Het Pad Der 7 Zonden                                 | 08-09-2008            | -                     |                 |              |             |
| Ware liefde                                          | 03-06-2009            | -                     |                 |              |             |
| Kunnen stenen iets vertellen                         | 03-06-2009            | -                     |                 |              |             |

## Andere versies

### Duitstalige versie
Studio 100 produceerde in samenwerking met Dedsit een Duitse versie van de serie, Das Haus Anubis. Deze versie was sinds september 2009 te zien op Nickelodeon in Duitsland, Oostenrijk en Zwitserland.
In grote lijnen behandelde de Duitstalige versie dezelfde verhalen als de Nederlandstalige versie. Enkele kleinere verhaalaanpassingen werden echter niet vertaald naar de Duitse versie. Zo werd de verhaallijn van Noa in de Duitse variant toebedeeld aan Mara (die in tegenstelling tot de Nederlandse versie in alle seizoenen speelde) en werden de personages Joyce en Noa in de Duitse versie gecombineerd tot één nieuw personage: Charlotte. Ook was de Duitse serie korter met slechts drie seizoenen en 364 afleveringen.

### Internationale versie
House of Anubis is de internationale versie van Het Huis Anubis. De reeks werd geproduceerd door Studio 100 in samenwerking met Nickelodeon en Lime Pictures. Het eerste en tweede seizoen van de reeks liep in Amerika op Nickelodeon. Na de tegenvallende kijkcijfers van de eerste afleveringen van het derde seizoen werd de reeks verplaatst naar TeenNick.
Deze reeks liep ook wereldwijd op de Nickelodeon zenders.

### Nasynchronisatie
In Zweden en Denemarken werd een nagesynchroniseerde versie in het Zweeds en Deens van de originele reeks uitgezonden onder de naam Huset Anubis. Tevens werd het eerste seizoen van de Nederlandstalige reeks in het najaar van 2009 in Mexico als La Casa De Anubis uitgezonden. De Spaanstalige nasynchronisatie werd uitgezonden door Once TV México.

## Opnamelocaties
- De overige opnamen vonden gedurende periode van de serie plaats in Schelle, Putte, Onze-Lieve-Vrouw van Smartenkapel (Schelle), Plopsaland De Panne, Edegem, voormalig gemeentehuis van Waarloos, Gemeentepark Lint, Restaurant De Vondeling (Lint), Openbare Bibliotheek Kruibeke, Sint-Katelijne-Waver, natuurgebied Averbode bos & heide, Brussel, Jubelpark, Antwerpen, Dionteater (Wilrijk), begraafplaats Edegem (Edegem), Sint-Vincentiusziekenhuis (Antwerpen), Shoppingcenter Gent Zuid, Park Den Brandt (Antwerpen), Kasteel Den Brandt, Bourlaschouwburg, DE Studio, Mechelen, F.C. Greunsjotters (Vossem), Rustoord Battenbroek, Bonheiden, Bornem, Steenbakkerij Novobric of Gebroeders Lauwers (Boom), Cultuurcentrum Strombeek, Bazel, Imeldaziekenhuis, Hove, begraafplaats Hove (Hove), Gemeentepark Hove (Hove), Kasteel Wissekerke, Kasteel van Saffelaere, Kasteel Groot-Bijgaarden, Kinderboerderij Barelhoeve (Bornem), Boechout, Hoogenboom Dive Education (Schoten), Rijksmuseum van Oudheden (Leiden) en op de Internationale Luchthaven Antwerpen.

### Seizoen 1

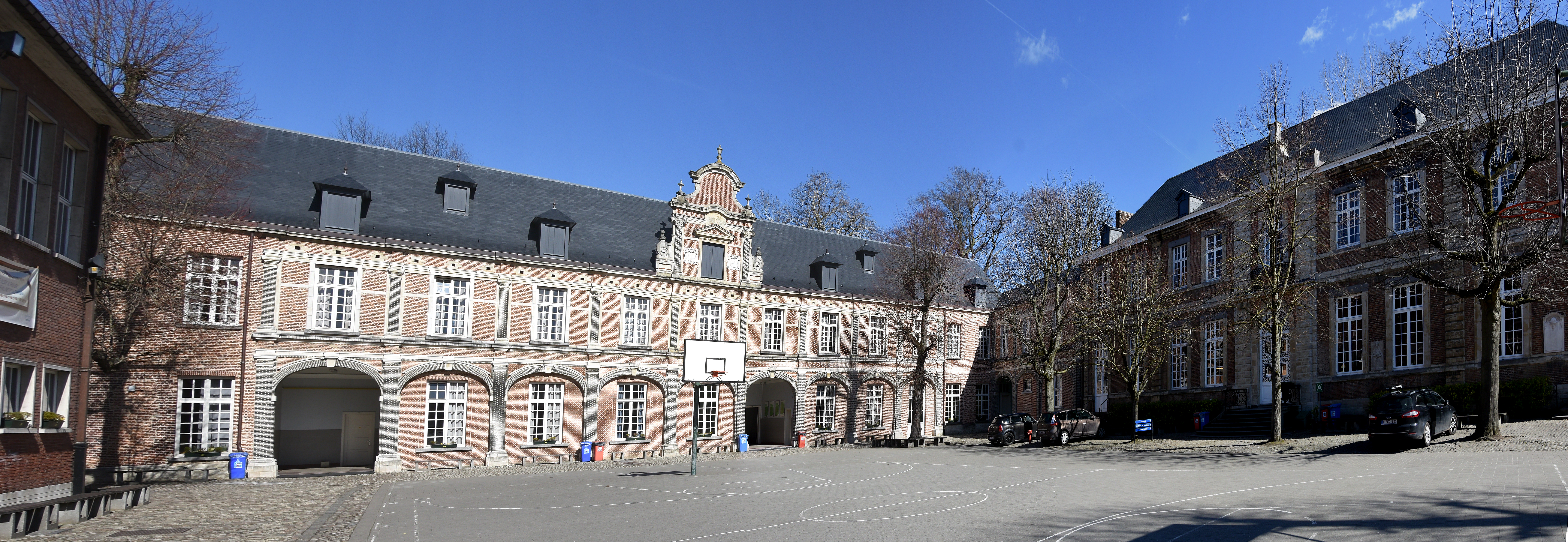
Locatie uit de serie, de school van Het Huis Anubis. Koninklijk Atheneum Pitzemburg in Mechelen
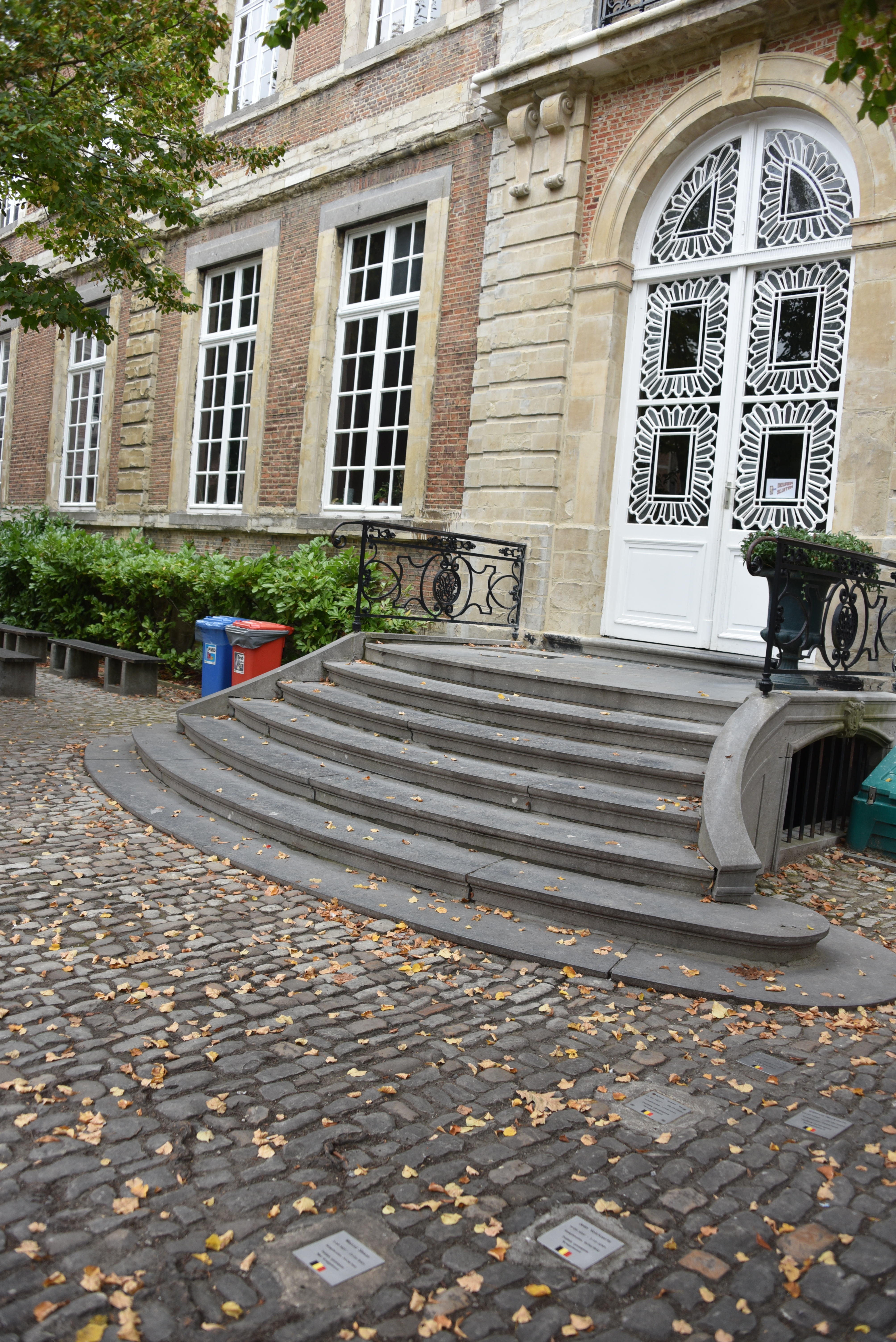
Locatie uit de serie, de schoolingang van Het Huis Anubis. Koninklijk Atheneum Pitzemburg in Mechelen
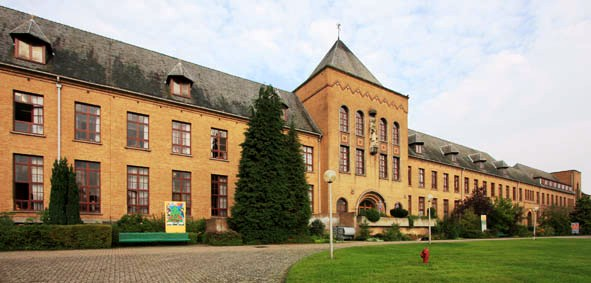
Locatie uit de serie, Verzorgingstehuis 'Tot de Einder'. Borgerstein, IJzerenveld 147 in Sint-Katelijne-Waver
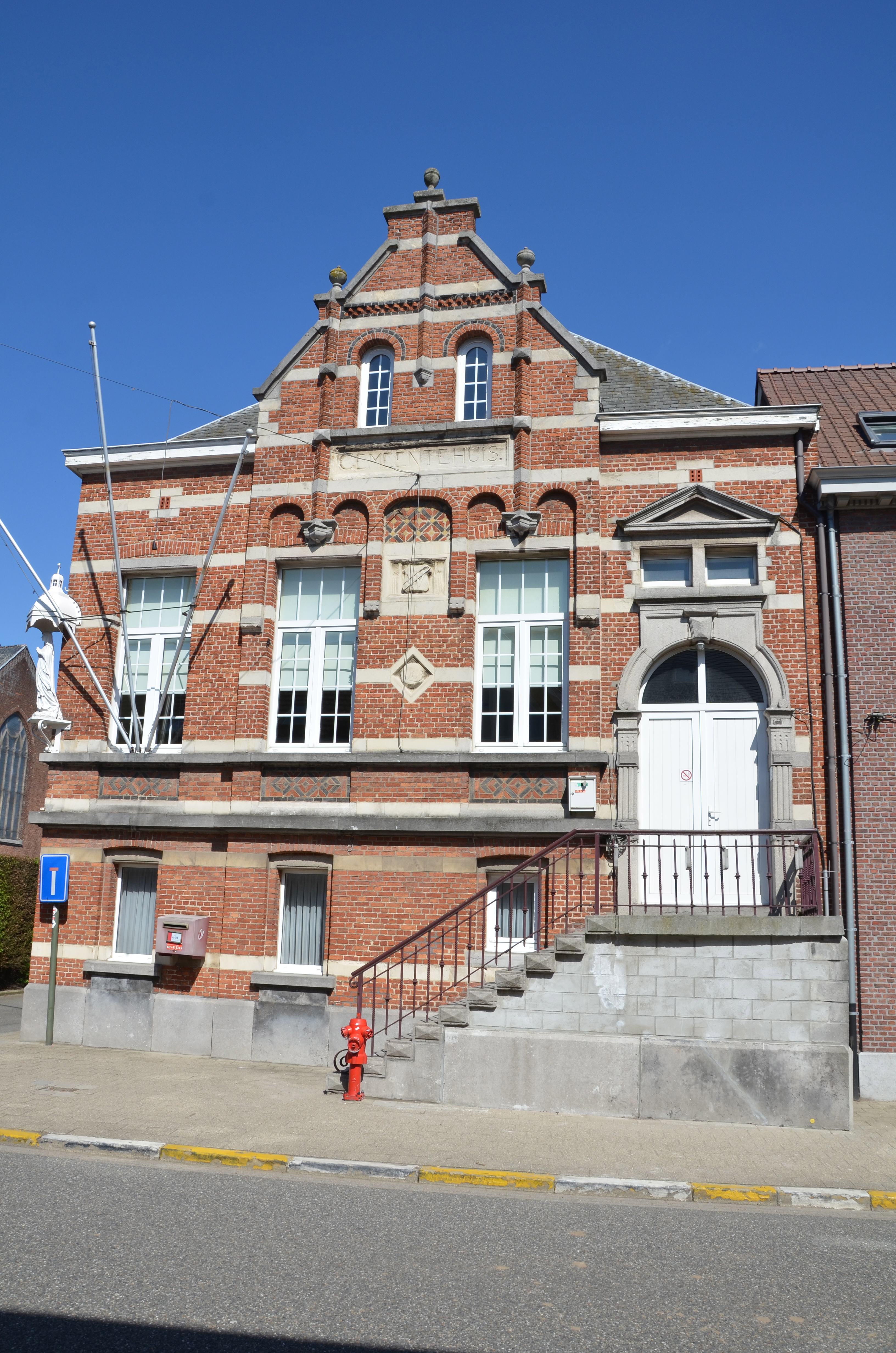
Locatie uit de serie, het gemeentehuis. Oud-Gemeentehuis, Ferdinand Maesstraat 47 in Kontich
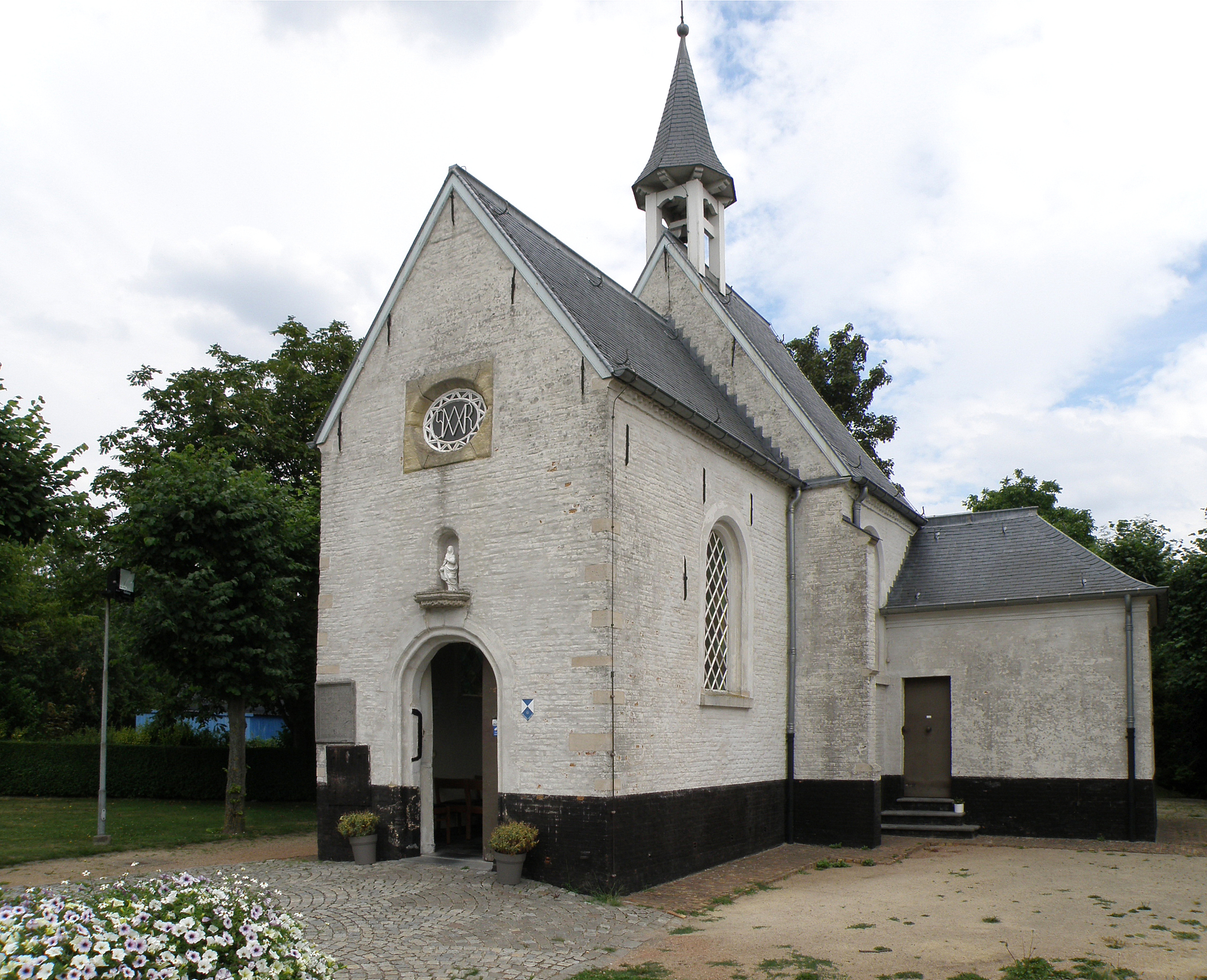
Locatie uit de serie, het kapel van het Anubis Genootschap. Laarhofstraat in Schelle

### Seizoen 2

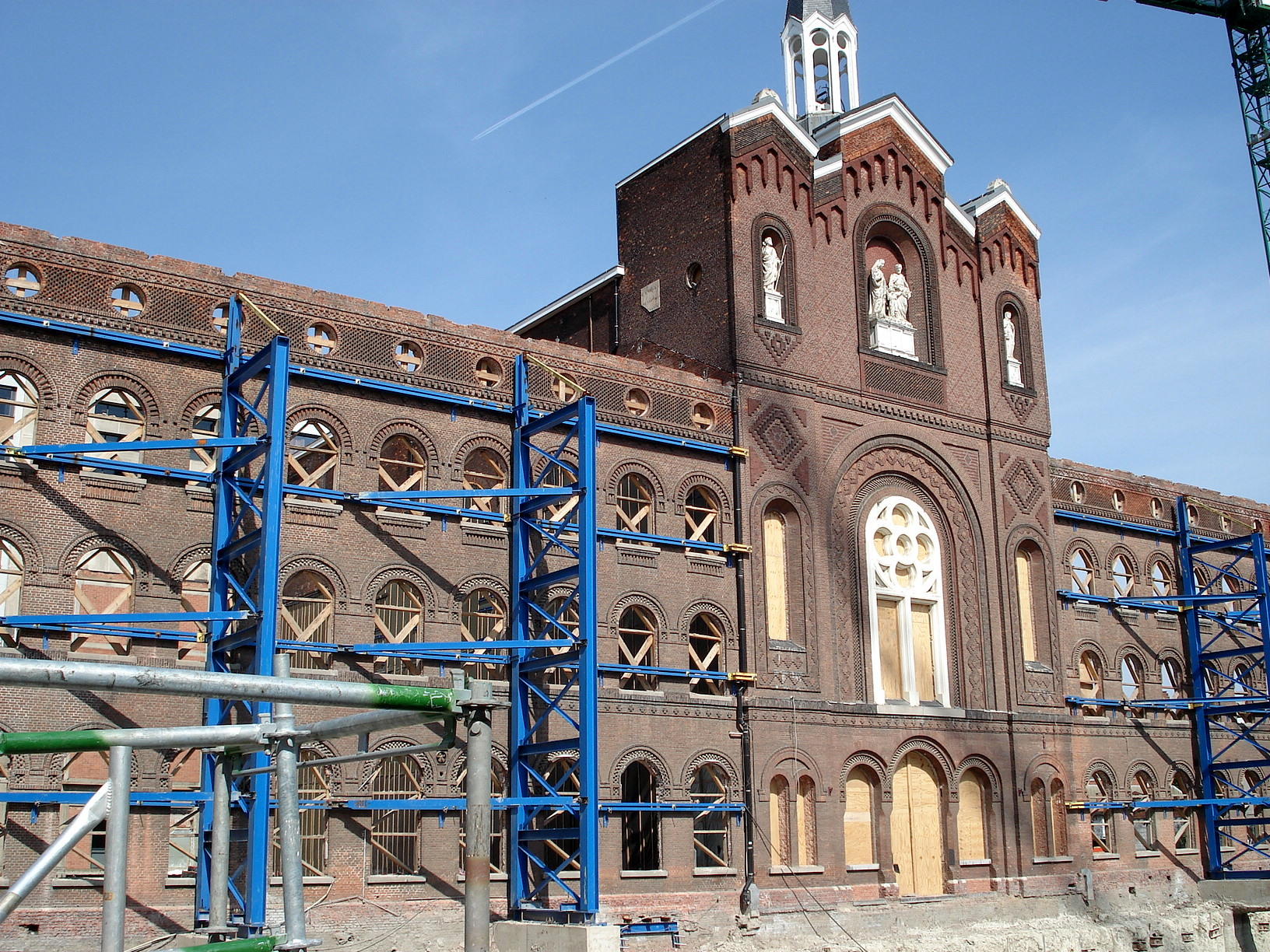
Locatie uit de serie, het ziekenhuis uit seizoen 2. Sint-Vincentiusstraat 20 in Antwerpen
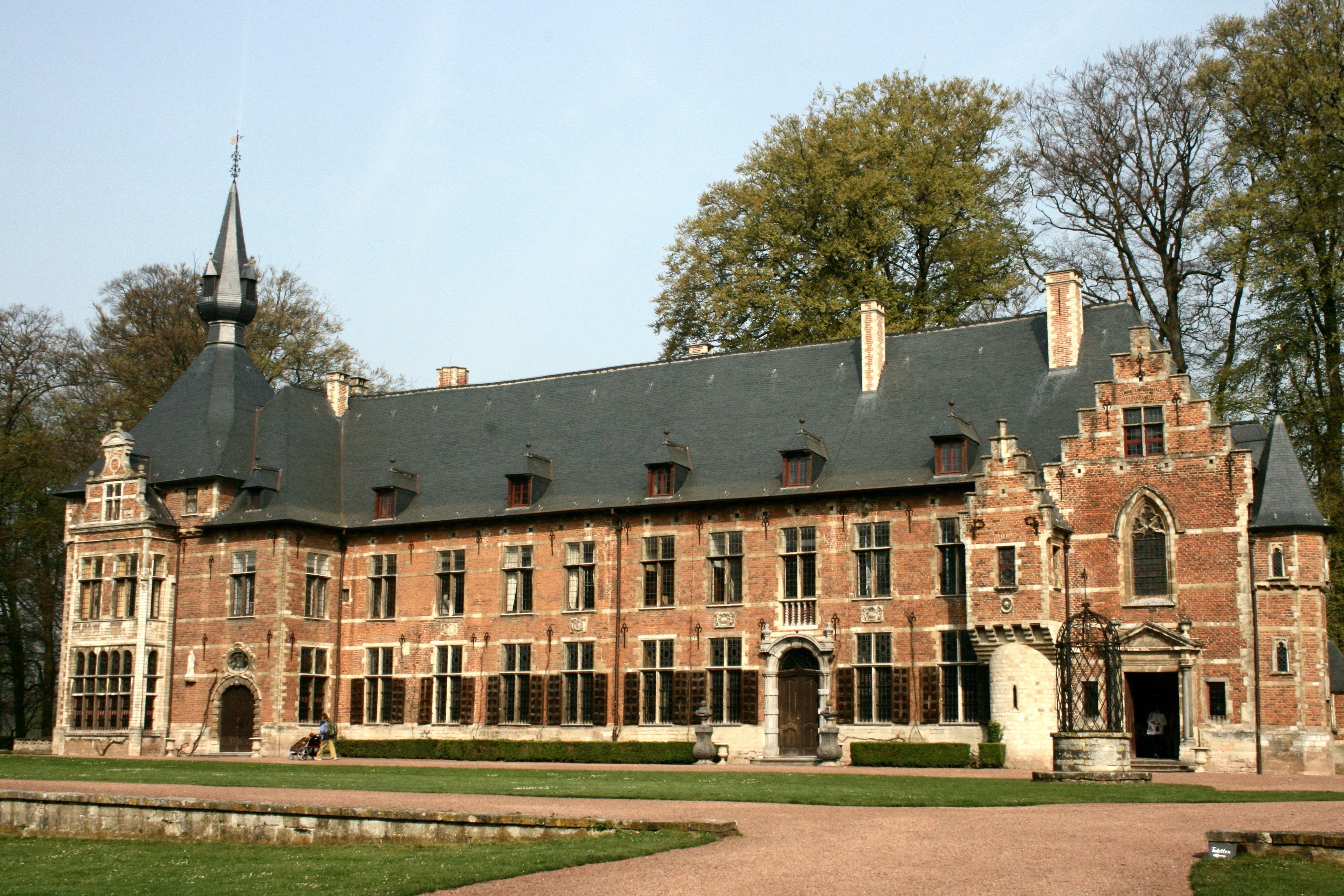
Locatie uit de serie, het kasteel van Raven. Kasteel Groot-Bijgaarden, Isidoor van Beverenstraat 5 in Dilbeek
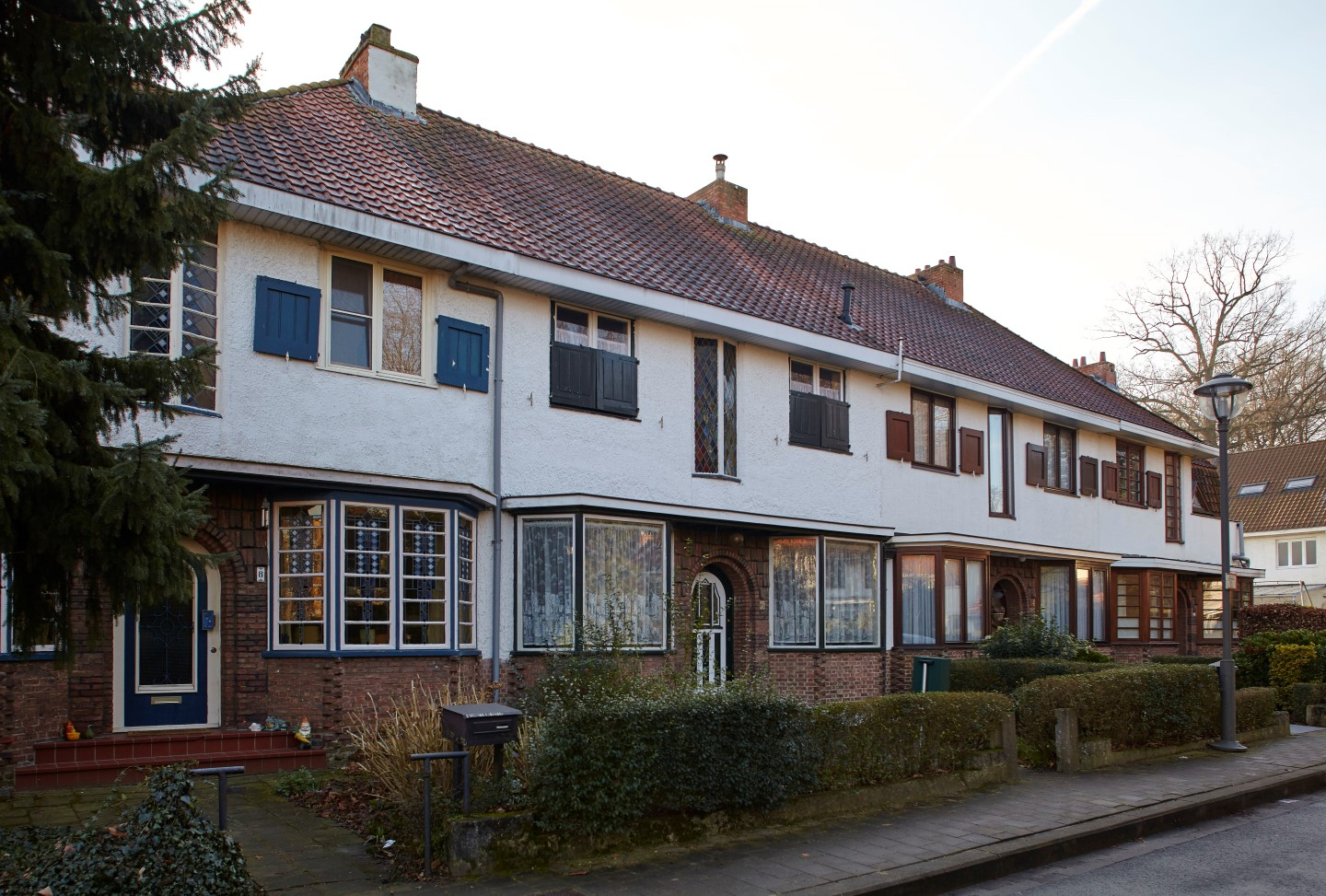
Locatie uit de serie, de straat waar meneer Floris Leonardus (Meneer F.L.Uit) in de serie woont. Heirmanstraat in Antwerpen
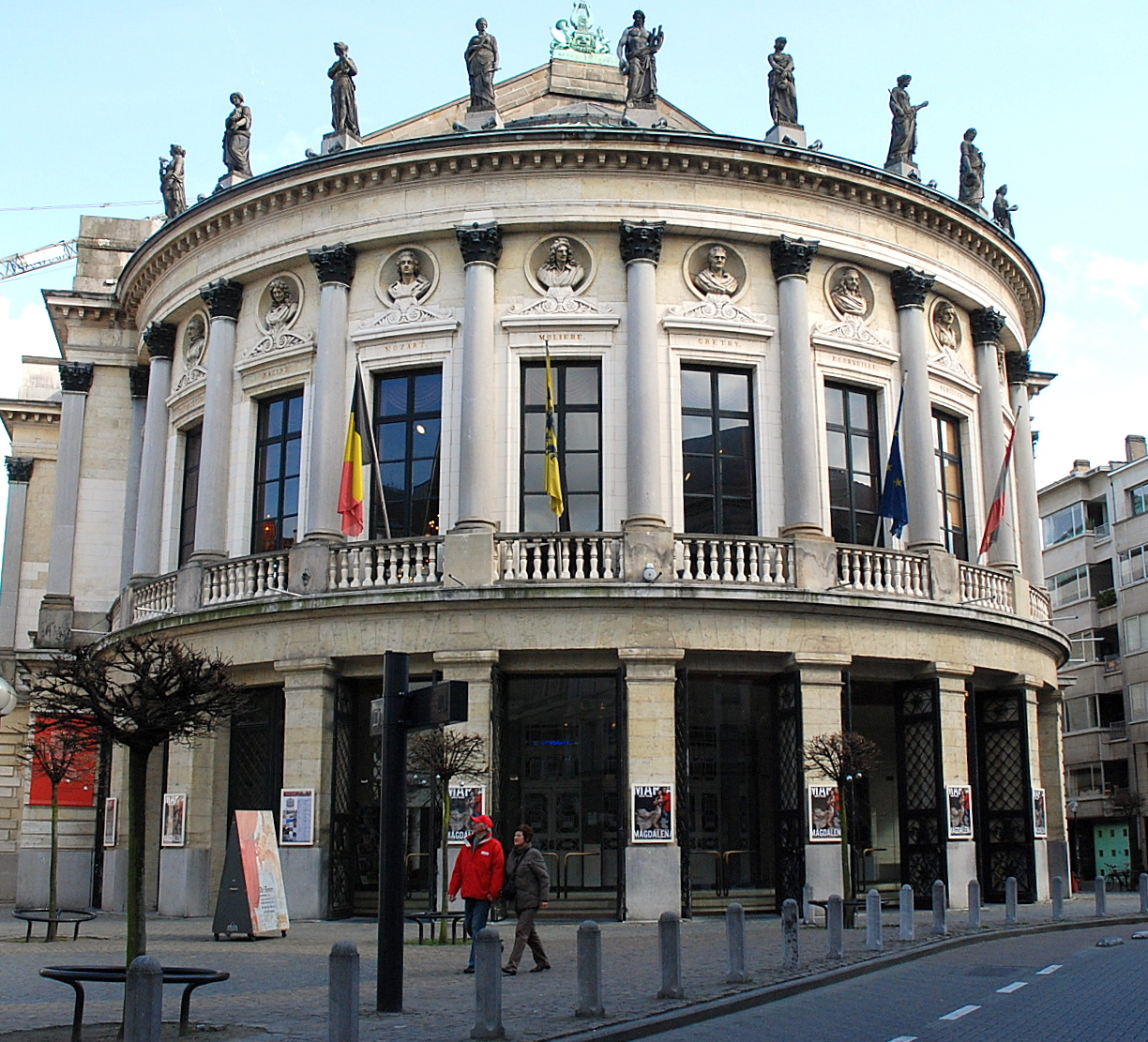
Locatie uit de serie, de opera. Komedieplaats in Antwerpen
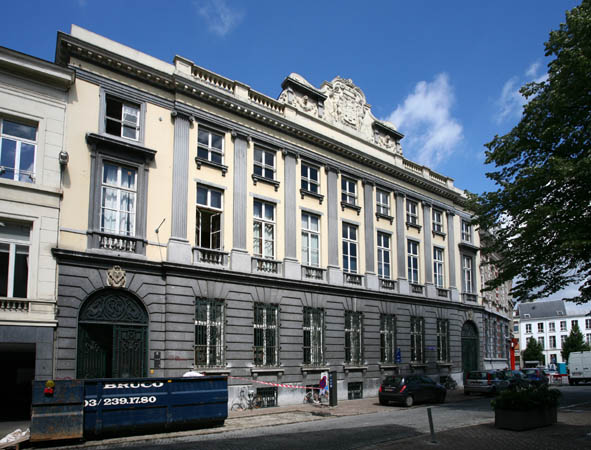
Locatie uit de serie, als Patricia, Joyce, Kleine Robbie, meneer Van Swieten en mevrouw Van Engelen naar het pretpark gaan in aflevering 232 en in aflevering 233.
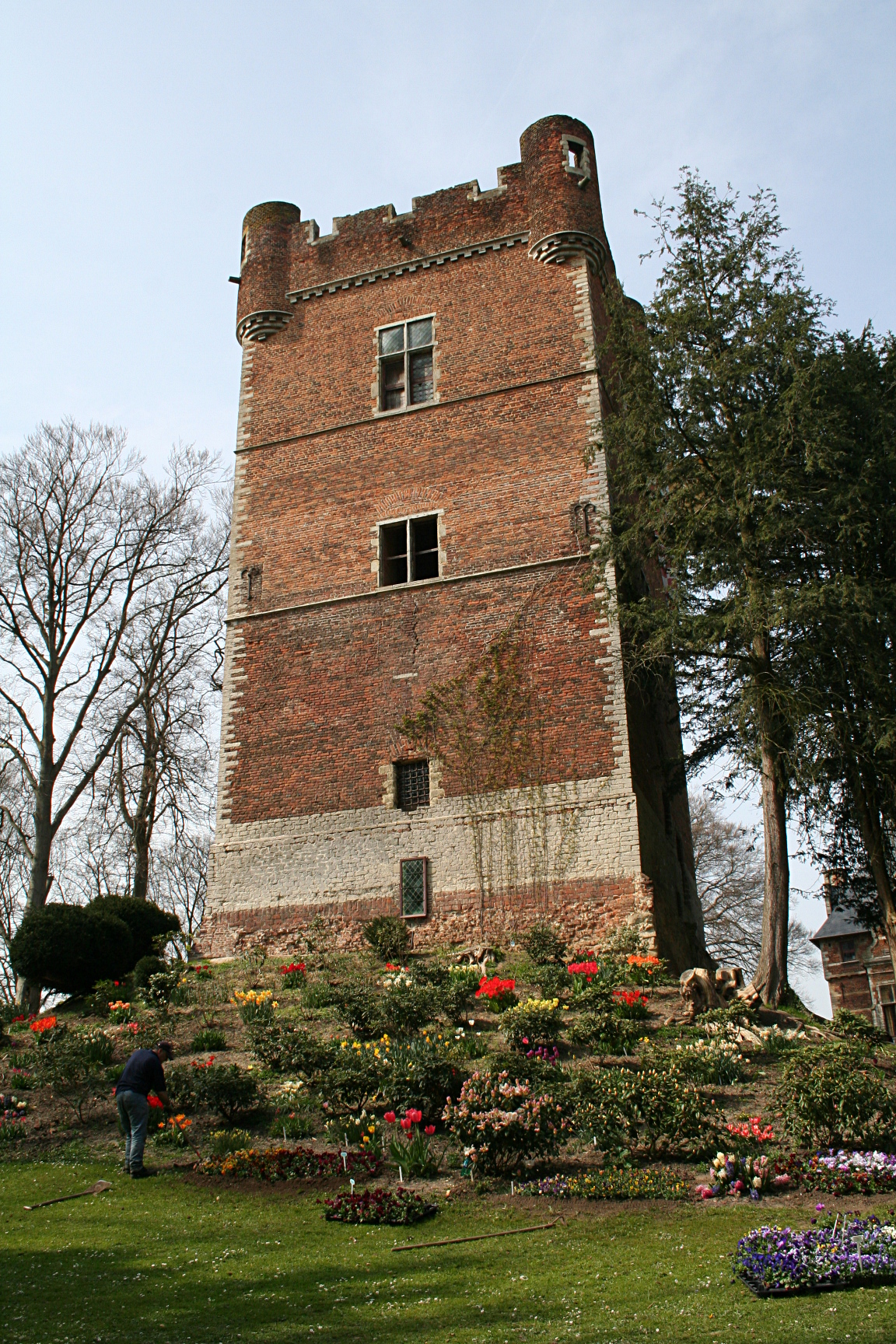
Locatie uit de serie, de toren van de uitverkorene. Kasteel Groot-Bijgaarden, Isidoor van Beverenstraat 5 in Dilbeek

### Seizoen 3

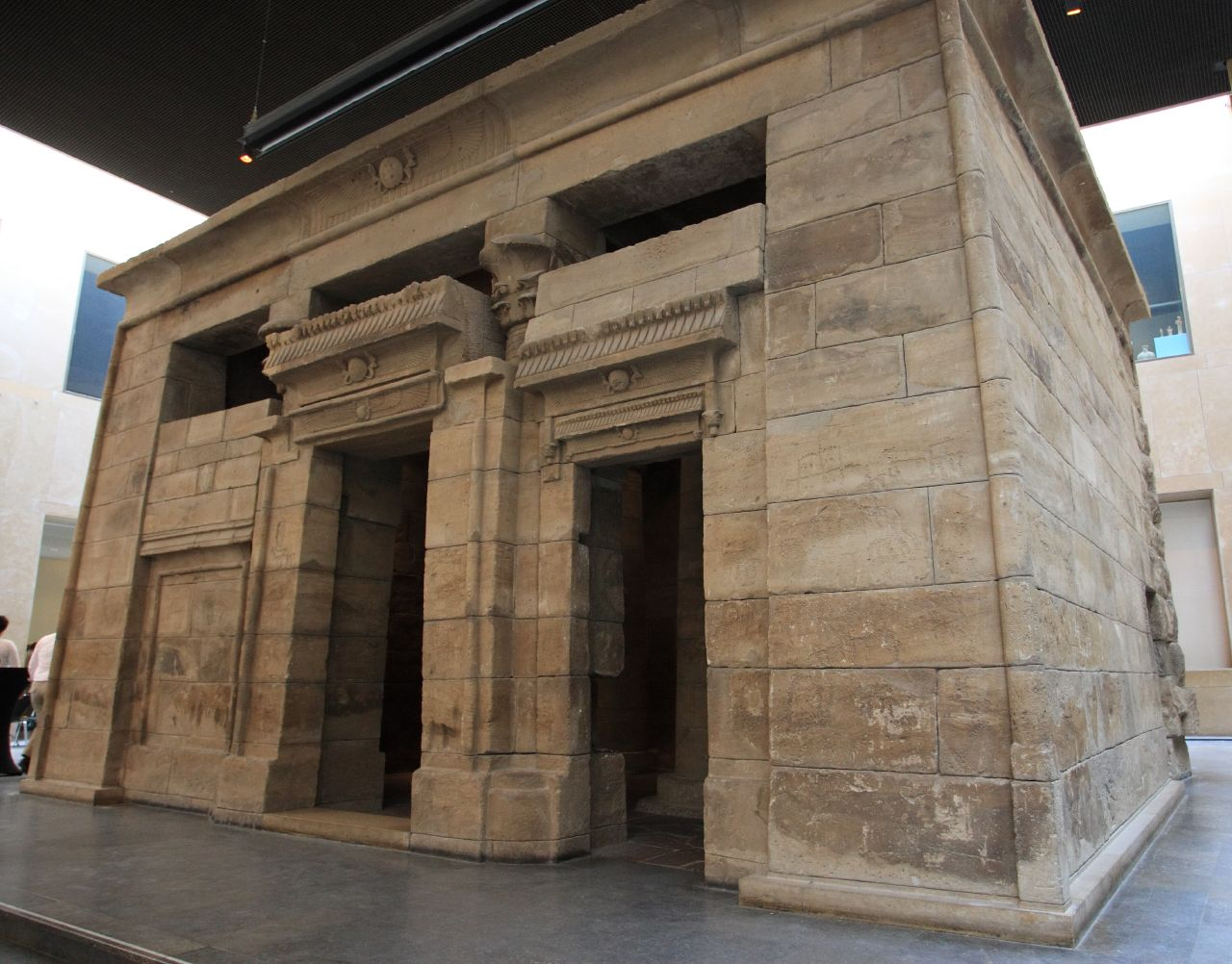
Locatie uit de serie, de liefdestombe. Tempel van Taffeh in Rijksmuseum van Oudheden in Leiden

### Seizoen 4

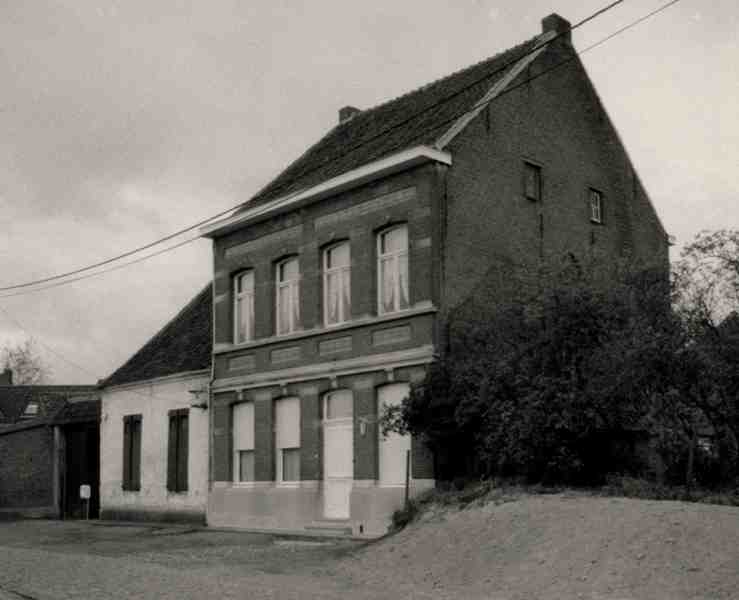
Locatie uit de serie, Het huis van de schrijver, Gerard van der Knoest (B.J. van Ginkel). Constant Marnefstraat 2 in Bornem